# Milan Vukcevich
Milan Radoje Vukcevich (Vukčević) (* 11. März 1937 in Belgrad; † 10. Mai 2003 in Shaker Heights) war ein jugoslawischer Großmeister für Schachkomposition, starker Schachspieler und bedeutender Forscher.

## Schach
Vukcevich war ein starker Partiespieler. Er vertrat sein Heimatland Jugoslawien bei der Schacholympiade 1960 in Leipzig und belegte mit seiner Mannschaft den dritten Platz hinter der Sowjetunion und den USA. 1975 erreichte er bei der Meisterschaft der Vereinigten Staaten in Oberlin ebenfalls den dritten Platz.
Milan Vukcevich trug seit 1983 den Titel eines FIDE-Meisters sowie seit 1988 den Großmeistertitel für Schachkomposition. 1998 wurde er in die US Chess Hall of Fame aufgenommen.

## Privates
Vukcevich siedelte in den 1960er-Jahren in die Vereinigten Staaten über, wo er im Norden Ohios lebte. Im Massachusetts Institute of Technology promovierte er zum Doktor der Metallurgie. An der Case Western Reserve University war Vukcevich als Assistent tätig und arbeitete später als Forscher für General Electric, wo er zum Chief Scientist aufstieg. Er leistete bedeutende theoretische Forschungen auf dem Gebiet der Beleuchtung. Er war zuletzt Professor an der University of Arizona. An den Folgen der Komplikationen eines Tumors, der Metastasen gebildet hatte, starb Vukcevich am 10. Mai 2003.